# Venezuela en la Copa América Centenario
La selección de fútbol de Venezuela fue uno de los doce equipos equipos participantes de la Copa América Centenario, torneo que se llevó a cabo entre el 3 y 26 de junio de 2016 en Estados Unidos. El seleccionado venezolano disputó su decimoséptima Copa América. En el sorteo realizado el 21 de febrero de 2016 en Nueva York, la selección venezolana quedó emparejada en el Grupo C junto a Jamaica —contra quien debutó—, Uruguay y México.
El estreno de La Vinotinto en la competición se produjo ante Jamaica donde ganó 0:1. En su segundo encuentro, triunfó sobre Uruguay 0:1, y en su tercera y última presentación en la fase de grupos, igualó 1:1 con México, con lo que clasificó de segunda en su grupo. En los cuartos de final, sería derrotada 4:1 por Argentina, quedando en el puesto 6 de 16 en el torneo.

## Preparación

### Amistosos previos
| 20 de mayo de 2016, 18:30 | Galicia   | 1:1 (1:0) | Venezuela      | Estadio de Riazor, La Coruña            |                                         |
|                           | Aspas 37' | Reporte   | Martínez 90+2' | Árbitro(s): Ignacio Iglesias Villanueva | Árbitro(s): Ignacio Iglesias Villanueva |

| 24 de mayo de 2016, 20:30 | Panamá | 0:0     | Venezuela | Estadio Rommel Fernández, Panamá |                               |
|                           |        | Reporte |           | Árbitro(s): Veralton Nembhard    | Árbitro(s): Veralton Nembhard |

| 27 de mayo de 2016, 21:00 | Costa Rica                 | 2:1 (1:1) | Venezuela  | Estadio Nacional, San José   |                              |
|                           | Gamboa 40' · Rodríguez 49' | Reporte   | Rondón 30' | Árbitro(s): Melvin Matamoros | Árbitro(s): Melvin Matamoros |

| 1 de junio de 2016 | Guatemala  | 1:1 (0:0) | Venezuela  | Lockhart Stadium, Fort Lauderdale |             |
|                    | Tinoco 71' |           | Rondón 83' | Árbitro(s):                       | Árbitro(s): |

## Jugadores
- Lista provisional de 40 jugadores anunciada el 8 de abril de 2016.[3][4] El 4 de mayo Jeffrén Suárez reemplazo en la lista provisional a Mario Rondón debido a una lesión.[5]
- Lista final de 23 jugadores anunciada el 20 de mayo de 2016.[6][7]

| #     | Nombre                | Posición       | Nacimiento (Edad) | PJ Sel         | G              | Club                 |
| ----- | --------------------- | -------------- | ----------------- | -------------- | -------------- | -------------------- |
| 1     | José Contreras        | Portero        | 21 años           | 3              | 0              | Deportivo Táchira    |
| 2     | Wilker Ángel          | Defensa        | 23 años           | 7              | 2              | Deportivo Táchira    |
| 3     | Mikel Villanueva      | Defensa        | 23 años           | 6              | 1              | Málaga               |
| 4     | Oswaldo Vizcarrondo   | Defensa        | 32 años           | 72             | 7              | Nantes               |
| 5     | Arquímedes Figuera    | Centrocampista | 26 años           | 12             | 1              | Deportivo La Guaira  |
| 6     | José Manuel Velázquez | Defensa        | 25 años           | 17             | 1              | Arouca               |
| 7     | Yonathan Del Valle    | Delantero      | 26 años           | 11             | 0              | Kasımpaşa            |
| 8     | Tomás Rincón          | Centrocampista | 28 años           | 71             | 0              | Genoa                |
| 9     | Salomón Rondón        | Delantero      | 26 años           | 49             | 16             | West Bromwich Albion |
| 10    | Rómulo Otero          | Centrocampista | 23 años           | 15             | 4              | Huachipato           |
| 11    | Juanpi                | Centrocampista | 22 años           | 6              | 0              | Málaga               |
| 12    | Dani Hernández        | Portero        | 30 años           | 21             | 0              | Tenerife             |
| 13    | Luis Manuel Seijas    | Centrocampista | 29 años           | 63             | 2              | Internacional        |
| 14    | Carlos Suárez         | Centrocampista | 24 años           | 1              | 0              | Carabobo             |
| 15    | Alejandro Guerra      | Centrocampista | 30 años           | 54             | 3              | Atlético Nacional    |
| 16    | Roberto Rosales       | Defensa        | 27 años           | 63             | 0              | Málaga               |
| 17    | Josef Martínez        | Delantero      | 23 años           | 27             | 4              | Torino               |
| 18    | Adalberto Peñaranda   | Centrocampista | 19 años           | 3              | 0              | Granada              |
| 19    | Christian Santos      | Delantero      | 28 años           | 6              | 1              | NEC Nijmegen         |
| 20    | Rolf Feltscher        | Defensa        | 25 años           | 7              | 0              | Duisburgo            |
| 21    | Alexander González    | Defensa        | 23 años           | 33             | 1              | Huesca               |
| 22    | Yangel Herrera        | Centrocampista | 18 años           | 0              | 0              | Atlético Venezuela   |
| 23    | Wuilker Faríñez       | Portero        | 18 años           | 1              | 0              | Caracas              |
| D. T. | Rafael Dudamel        | Rafael Dudamel | Rafael Dudamel    | Rafael Dudamel | Rafael Dudamel | Rafael Dudamel       |

## Participación

### Partidos
| Fecha       | Lugar      | Instancia        |           |                      | Resultado |                      |           |
| ----------- | ---------- | ---------------- | --------- | -------------------- | --------- | -------------------- | --------- |
| 5 de junio  | Chicago    | Fase de grupos   | Jamaica   | Bandera de Jamaica   | 0:1 (0:1) | Bandera de Venezuela | Venezuela |
| 9 de junio  | Filadelfia | Fase de grupos   | Uruguay   | Bandera de Uruguay   | 0:1 (0:1) | Bandera de Venezuela | Venezuela |
| 13 de junio | Houston    | Fase de grupos   | México    | Bandera de México    | 1:1 (0:1) | Bandera de Venezuela | Venezuela |
| 18 de junio | Foxborough | Cuartos de final | Argentina | Bandera de Argentina | 4:1 (2:0) | Bandera de Venezuela | Venezuela |

### Grupo C
| Selección | Pts. | PJ | PG | PE | PP | GF | GC | Dif |
| --------- | ---- | -- | -- | -- | -- | -- | -- | --- |
| México    | 7    | 3  | 2  | 1  | 0  | 6  | 2  | +4  |
| Venezuela | 7    | 3  | 2  | 1  | 0  | 3  | 1  | +2  |
| Uruguay   | 3    | 3  | 1  | 0  | 2  | 4  | 4  | 0   |
| Jamaica   | 0    | 3  | 0  | 0  | 3  | 0  | 6  | -6  |

#### Jamaica - Venezuela
| 5 de junio de 2016, 16:00 (UTC-5) | Jamaica | 0:1     | Venezuela    | Soldier Field, Chicago                                      |                                                             |
|                                   |         | Reporte | Martínez 16' | Asistencia: 25 560 espectadores Árbitro(s): Víctor Carrillo | Asistencia: 25 560 espectadores Árbitro(s): Víctor Carrillo |

| 1          | Guardameta     | Andre Blake       |     |
| 15         | Defensa        | Je-Vaughn Watson  | 88' |
| 19         | Defensa        | Adrian Mariappa   |     |
| 21         | Defensa        | Jermaine Taylor   |     |
| 20         | Defensa        | Kemar Lawrence    | 40' |
| 22         | Centrocampista | Garath McCleary   |     |
| 10         | Centrocampista | Jobi McAnuff      |     |
| 3          | Centrocampista | Michael Hector    | 77' |
| 17         | Centrocampista | Rodolph Austin    |     |
| 8          | Delantero      | Clayton Donaldson |     |
| 9          | Delantero      | Giles Barnes      |     |
| Entrenador | Entrenador     | Winfried Schäfer  |     |

| 12         | Guardameta     | Dani Hernández      |       |
| 16         | Defensa        | Roberto Rosales     |       |
| 2          | Defensa        | Wilker Ángel        |       |
| 4          | Defensa        | Oswaldo Vizcarrondo |       |
| 20         | Defensa        | Rolf Feltscher      |       |
| 15         | Centrocampista | Alejandro Guerra    | 90+1' |
| 8          | Centrocampista | Tomás Rincón        |       |
| 5          | Centrocampista | Arquímedes Figuera  |       |
| 13         | Centrocampista | Luis Manuel Seijas  | 86'   |
| 9          | Delantero      | Salomón Rondón      |       |
| 17         | Delantero      | Josef Martínez      | 77'   |
| Entrenador | Entrenador     | Rafael Dudamel      |       |

| 4  | Defensa        | Wes Morgan     | 40' |
| 16 | Centrocampista | Lee Williamson | 77' |
| 12 | Centrocampista | Michael Binns  | 88' |

| 18 | Centrocampista | Adalberto Peñaranda | 77'   |
| 10 | Centrocampista | Rómulo Otero        | 86'   |
| 21 | Defensa        | Alexander González  | 90+1' |

| Amonestado | 20'   | Michael Hector  |  |
| Amonestado | 90+2' | Adrian Mariappa |  |

| Amonestado | 45+2' | Arquímedes Figuera  |  |
| Amonestado | 75'   | Oswaldo Vizcarrondo |  |

| Expulsado | 24' | Rodolph Austin |  |

| Anotado | 16' | Josef Martínez | 0-1 |

| Árbitro                      | Víctor Carrillo  |
| Árbitros asistentes          | Jorge Yupanqui   |
| Árbitros asistentes          | Coty Carrera     |
| Cuarto árbitro               | Wilmar Roldán    |
| Árbitro asistente de reserva | Javier Bustillos |

| 1          | Guardameta     | Andre Blake       |     |
| 15         | Defensa        | Je-Vaughn Watson  | 88' |
| 19         | Defensa        | Adrian Mariappa   |     |
| 21         | Defensa        | Jermaine Taylor   |     |
| 20         | Defensa        | Kemar Lawrence    | 40' |
| 22         | Centrocampista | Garath McCleary   |     |
| 10         | Centrocampista | Jobi McAnuff      |     |
| 3          | Centrocampista | Michael Hector    | 77' |
| 17         | Centrocampista | Rodolph Austin    |     |
| 8          | Delantero      | Clayton Donaldson |     |
| 9          | Delantero      | Giles Barnes      |     |
| Entrenador | Entrenador     | Winfried Schäfer  |     |

| 12         | Guardameta     | Dani Hernández      |       |
| 16         | Defensa        | Roberto Rosales     |       |
| 2          | Defensa        | Wilker Ángel        |       |
| 4          | Defensa        | Oswaldo Vizcarrondo |       |
| 20         | Defensa        | Rolf Feltscher      |       |
| 15         | Centrocampista | Alejandro Guerra    | 90+1' |
| 8          | Centrocampista | Tomás Rincón        |       |
| 5          | Centrocampista | Arquímedes Figuera  |       |
| 13         | Centrocampista | Luis Manuel Seijas  | 86'   |
| 9          | Delantero      | Salomón Rondón      |       |
| 17         | Delantero      | Josef Martínez      | 77'   |
| Entrenador | Entrenador     | Rafael Dudamel      |       |

| 4  | Defensa        | Wes Morgan     | 40' |
| 16 | Centrocampista | Lee Williamson | 77' |
| 12 | Centrocampista | Michael Binns  | 88' |

| 18 | Centrocampista | Adalberto Peñaranda | 77'   |
| 10 | Centrocampista | Rómulo Otero        | 86'   |
| 21 | Defensa        | Alexander González  | 90+1' |

| Amonestado | 20'   | Michael Hector  |  |
| Amonestado | 90+2' | Adrian Mariappa |  |

| Amonestado | 45+2' | Arquímedes Figuera  |  |
| Amonestado | 75'   | Oswaldo Vizcarrondo |  |

| Expulsado | 24' | Rodolph Austin |  |

| Anotado | 16' | Josef Martínez | 0-1 |

| Árbitro                      | Víctor Carrillo  |
| Árbitros asistentes          | Jorge Yupanqui   |
| Árbitros asistentes          | Coty Carrera     |
| Cuarto árbitro               | Wilmar Roldán    |
| Árbitro asistente de reserva | Javier Bustillos |

|  |

| \| Estadísticas \| \| \| \| Tiros \| 10 \| 11 \| \| Tiros a puerta \| 5 \| 6 \| \| Faltas \| 18 \| 10 \| \| Saques de esquina \| 4 \| 6 \| \| Penalties \| 0 \| 0 \| \| Fueras de juego \| 2 \| 4 \| \| Posesión de balón \| 39% \| 61% \| |                    |                      |
| Estadísticas | Bandera de Jamaica | Bandera de Venezuela |
| Tiros | 10                 | 11                   |
| Tiros a puerta | 5                  | 6                    |
| Faltas | 18                 | 10                   |
| Saques de esquina | 4                  | 6                    |
| Penalties | 0                  | 0                    |
| Fueras de juego | 2                  | 4                    |
| Posesión de balón | 39%                | 61%                  |

#### Uruguay - Venezuela
| 9 de junio de 2016 | Uruguay | 0:1 (0:1) | Venezuela     | Lincoln Financial Field, Filadelfia                          |                                                              |
|                    |         | Reporte   | S. Rondón 35' | Asistencia: 23 002 espectadores Árbitro(s): Patricio Loustau | Asistencia: 23 002 espectadores Árbitro(s): Patricio Loustau |

| 1          | Guardameta     | Fernando Muslera         |     |
| 16         | Defensa        | Maximiliano Pereira      |     |
| 2          | Defensa        | José María Giménez       |     |
| 3          | Defensa        | Diego Godín              |     |
| 19         | Defensa        | Gastón Silva             |     |
| 5          | Centrocampista | Carlos Sánchez           | 80' |
| 17         | Centrocampista | Egidio Arévalo Ríos      |     |
| 20         | Centrocampista | Álvaro González          | 78' |
| 10         | Centrocampista | Gastón Ramírez           | 74' |
| 11         | Delantero      | Christian Stuani         |     |
| 21         | Delantero      | Edinson Cavani           |     |
| Entrenador | Entrenador     | Óscar Washington Tabárez |     |

| 12         | Guardameta     | Dani Hernández      |     |
| 16         | Defensa        | Roberto Rosales     | 8'  |
| 2          | Defensa        | Wilker Ángel        |     |
| 4          | Defensa        | Oswaldo Vizcarrondo |     |
| 20         | Defensa        | Rolf Feltscher      |     |
| 15         | Centrocampista | Alejandro Guerra    |     |
| 8          | Centrocampista | Tomás Rincón        |     |
| 5          | Centrocampista | Arquímedes Figuera  | 79' |
| 18         | Centrocampista | Adalberto Peñaranda |     |
| 9          | Delantero      | Salomón Rondón      | 78' |
| 17         | Delantero      | Josef Martínez      |     |
| Entrenador | Entrenador     | Rafael Dudamel      |     |

| 22 | Delantero      | Diego Rolán     | 74' |
| 14 | Centrocampista | Nicolás Lodeiro | 78' |
| 18 | Defensa        | Mathías Corujo  | 80' |

| 21 | Defensa        | Alexander González | 8'  |
| 13 | Centrocampista | Luis Manuel Seijas | 78' |
| 10 | Centrocampista | Rómulo Otero       | 79' |

| Amonestado | 16' | Josef Martínez     |  |
| Amonestado | 42' | Arquímedes Figuera |  |
| Amonestado | 86' | Luis Manuel Seijas |  |

| Anotado | 36' | Salomón Rondón | 0-1 |

| Árbitro                      | Patricio Loustau    |
| Árbitros asistentes          | Ezequiel Brailovsky |
| Árbitros asistentes          | Ariel Mariano Scime |
| Cuarto árbitro               | Roddy Zambrano      |
| Árbitro asistente de reserva | Luis Vera           |

| 1          | Guardameta     | Fernando Muslera         |     |
| 16         | Defensa        | Maximiliano Pereira      |     |
| 2          | Defensa        | José María Giménez       |     |
| 3          | Defensa        | Diego Godín              |     |
| 19         | Defensa        | Gastón Silva             |     |
| 5          | Centrocampista | Carlos Sánchez           | 80' |
| 17         | Centrocampista | Egidio Arévalo Ríos      |     |
| 20         | Centrocampista | Álvaro González          | 78' |
| 10         | Centrocampista | Gastón Ramírez           | 74' |
| 11         | Delantero      | Christian Stuani         |     |
| 21         | Delantero      | Edinson Cavani           |     |
| Entrenador | Entrenador     | Óscar Washington Tabárez |     |

| 12         | Guardameta     | Dani Hernández      |     |
| 16         | Defensa        | Roberto Rosales     | 8'  |
| 2          | Defensa        | Wilker Ángel        |     |
| 4          | Defensa        | Oswaldo Vizcarrondo |     |
| 20         | Defensa        | Rolf Feltscher      |     |
| 15         | Centrocampista | Alejandro Guerra    |     |
| 8          | Centrocampista | Tomás Rincón        |     |
| 5          | Centrocampista | Arquímedes Figuera  | 79' |
| 18         | Centrocampista | Adalberto Peñaranda |     |
| 9          | Delantero      | Salomón Rondón      | 78' |
| 17         | Delantero      | Josef Martínez      |     |
| Entrenador | Entrenador     | Rafael Dudamel      |     |

| 22 | Delantero      | Diego Rolán     | 74' |
| 14 | Centrocampista | Nicolás Lodeiro | 78' |
| 18 | Defensa        | Mathías Corujo  | 80' |

| 21 | Defensa        | Alexander González | 8'  |
| 13 | Centrocampista | Luis Manuel Seijas | 78' |
| 10 | Centrocampista | Rómulo Otero       | 79' |

| Amonestado | 16' | Josef Martínez     |  |
| Amonestado | 42' | Arquímedes Figuera |  |
| Amonestado | 86' | Luis Manuel Seijas |  |

| Anotado | 36' | Salomón Rondón | 0-1 |

| Árbitro                      | Patricio Loustau    |
| Árbitros asistentes          | Ezequiel Brailovsky |
| Árbitros asistentes          | Ariel Mariano Scime |
| Cuarto árbitro               | Roddy Zambrano      |
| Árbitro asistente de reserva | Luis Vera           |

|  |

| \| Estadísticas \| \| \| \| Tiros \| 12 \| 9 \| \| Tiros a puerta \| 3 \| 4 \| \| Faltas \| 14 \| 19 \| \| Saques de esquina \| 4 \| 4 \| \| Penalties \| 0 \| 0 \| \| Fueras de juego \| 1 \| 1 \| \| Posesión de balón \| 59% \| 41% \| |                    |                      |
| Estadísticas | Bandera de Uruguay | Bandera de Venezuela |
| Tiros | 12                 | 9                    |
| Tiros a puerta | 3                  | 4                    |
| Faltas | 14                 | 19                   |
| Saques de esquina | 4                  | 4                    |
| Penalties | 0                  | 0                    |
| Fueras de juego | 1                  | 1                    |
| Posesión de balón | 59%                | 41%                  |

#### México - Venezuela
| 13 de junio de 2016, 19:00 (UTC-5) | México     | 1:1 (0:1) | Venezuela     | Estadio NRG, Houston                                       |                                                            |
|                                    | Corona 80' | Reporte   | Velázquez 10' | Asistencia: 67 319 espectadores Árbitro(s): Yadel Martínez | Asistencia: 67 319 espectadores Árbitro(s): Yadel Martínez |

| 1          | Guardameta     | José de Jesús Corona |     |
| 2          | Defensa        | Paul Aguilar         |     |
| 3          | Defensa        | Diego Reyes          |     |
| 4          | Defensa        | Héctor Moreno        |     |
| 5          | Defensa        | Jorge Torres Nilo    | 46' |
| 6          | Centrocampista | Héctor Herrera       |     |
| 7          | Centrocampista | Jesús Molina         | 68' |
| 8          | Centrocampista | Andrés Guardado      |     |
| 9          | Delantero      | Javier Aquino        | 18' |
| 10         | Delantero      | Oribe Peralta        |     |
| 11         | Delantero      | Hirving Lozano       |     |
| Entrenador | Entrenador     | Juan Carlos Osorio   |     |

| 1          | Guardameta     | Dani Hernández        |     |
| 2          | Defensa        | Alexander González    |     |
| 3          | Defensa        | Wilker Ángel          |     |
| 4          | Defensa        | José Manuel Velázquez |     |
| 5          | Defensa        | Rolf Feltscher        |     |
| 6          | Centrocampista | Alejandro Guerra      | 83' |
| 7          | Centrocampista | Tomás Rincón          |     |
| 8          | Centrocampista | Luis Manuel Seijas    |     |
| 9          | Centrocampista | Adalberto Peñaranda   |     |
| 10         | Delantero      | Christian Santos      | 78' |
| 11         | Delantero      | Yonathan Del Valle    | 65' |
| Entrenador | Entrenador     | Rafael Dudamel        |     |

| 22 | Delantero | Jesús Manuel Corona | 18' |
| 22 | Defensa   | Miguel Layún        | 46' |
| 22 | Delantero | Javier Hernández    | 68' |

| 22 | Delantero      | Josef Martínez | 65' |
| 22 | Delantero      | Salomón Rondón | 78' |
| 22 | Centrocampista | Rómulo Otero   | 83' |

| Amonestado | 45+1' | Héctor Herrera |  |
| Amonestado | 59'   | Jesús Molina   |  |

| Amonestado | 3'  | Alexander González  |  |
| Amonestado | 52' | Christian Santos    |  |
| Amonestado | 69' | Adalberto Peñaranda |  |

| Anotado | 80' | Jesús Manuel Corona | 1-1 |

| Anotado | 10' | José Manuel Velázquez | 0-1 |

| Árbitro                      | Yadel Martínez     |
| Árbitros asistentes          | Joseph Fletcher    |
| Árbitros asistentes          | Darío Gaona        |
| Cuarto árbitro               | Armando Villarreal |
| Árbitro asistente de reserva | Hiran Dopico       |

| 1          | Guardameta     | José de Jesús Corona |     |
| 2          | Defensa        | Paul Aguilar         |     |
| 3          | Defensa        | Diego Reyes          |     |
| 4          | Defensa        | Héctor Moreno        |     |
| 5          | Defensa        | Jorge Torres Nilo    | 46' |
| 6          | Centrocampista | Héctor Herrera       |     |
| 7          | Centrocampista | Jesús Molina         | 68' |
| 8          | Centrocampista | Andrés Guardado      |     |
| 9          | Delantero      | Javier Aquino        | 18' |
| 10         | Delantero      | Oribe Peralta        |     |
| 11         | Delantero      | Hirving Lozano       |     |
| Entrenador | Entrenador     | Juan Carlos Osorio   |     |

| 1          | Guardameta     | Dani Hernández        |     |
| 2          | Defensa        | Alexander González    |     |
| 3          | Defensa        | Wilker Ángel          |     |
| 4          | Defensa        | José Manuel Velázquez |     |
| 5          | Defensa        | Rolf Feltscher        |     |
| 6          | Centrocampista | Alejandro Guerra      | 83' |
| 7          | Centrocampista | Tomás Rincón          |     |
| 8          | Centrocampista | Luis Manuel Seijas    |     |
| 9          | Centrocampista | Adalberto Peñaranda   |     |
| 10         | Delantero      | Christian Santos      | 78' |
| 11         | Delantero      | Yonathan Del Valle    | 65' |
| Entrenador | Entrenador     | Rafael Dudamel        |     |

| 22 | Delantero | Jesús Manuel Corona | 18' |
| 22 | Defensa   | Miguel Layún        | 46' |
| 22 | Delantero | Javier Hernández    | 68' |

| 22 | Delantero      | Josef Martínez | 65' |
| 22 | Delantero      | Salomón Rondón | 78' |
| 22 | Centrocampista | Rómulo Otero   | 83' |

| Amonestado | 45+1' | Héctor Herrera |  |
| Amonestado | 59'   | Jesús Molina   |  |

| Amonestado | 3'  | Alexander González  |  |
| Amonestado | 52' | Christian Santos    |  |
| Amonestado | 69' | Adalberto Peñaranda |  |

| Anotado | 80' | Jesús Manuel Corona | 1-1 |

| Anotado | 10' | José Manuel Velázquez | 0-1 |

| Árbitro                      | Yadel Martínez     |
| Árbitros asistentes          | Joseph Fletcher    |
| Árbitros asistentes          | Darío Gaona        |
| Cuarto árbitro               | Armando Villarreal |
| Árbitro asistente de reserva | Hiran Dopico       |

|  |

| \| Estadísticas \| \| \| \| Tiros \| 16 \| 10 \| \| Tiros a puerta \| 8 \| 5 \| \| Faltas \| 15 \| 18 \| \| Saques de esquina \| 5 \| 3 \| \| Penalties \| 0 \| 0 \| \| Fueras de juego \| 1 \| 2 \| \| Posesión de balón \| 66% \| 34% \| |                   |                      |
| Estadísticas | Bandera de México | Bandera de Venezuela |
| Tiros | 16                | 10                   |
| Tiros a puerta | 8                 | 5                    |
| Faltas | 15                | 18                   |
| Saques de esquina | 5                 | 3                    |
| Penalties | 0                 | 0                    |
| Fueras de juego | 1                 | 2                    |
| Posesión de balón | 66%               | 34%                  |

### Cuartos de final

#### Argentina - Venezuela
| 18 de junio de 2016 | Argentina                                    | 4:1 (2:0) | Venezuela  | Gillette Stadium, Foxborough                               |                                                            |
|                     | Higuaín 8' 28' · Messi 60' · Erik Lamela 71' | Reporte   | Rondón 70' | Asistencia: 59 183 espectadores Árbitro(s): Roberto García | Asistencia: 59 183 espectadores Árbitro(s): Roberto García |

| 1          | Guardameta     | Sergio Romero       |     |
| 16         | Defensa        | Gabriel Mercado     |     |
| 2          | Defensa        | Nicolás Otamendi    |     |
| 3          | Defensa        | Ramiro Funes Mori   |     |
| 19         | Defensa        | Marcos Rojo         |     |
| 5          | Centrocampista | Augusto Fernández   |     |
| 17         | Centrocampista | Javier Mascherano   |     |
| 20         | Centrocampista | Éver Banega         | 80' |
| 10         | Delantero      | Lionel Messi        |     |
| 11         | Delantero      | Gonzalo Higuaín 74' |     |
| 21         | Delantero      | Nicolás Gaitán      | 67' |
| Entrenador | Entrenador     | Gerardo Martino     |     |

| 12         | Guardameta     | Dani Hernández      |     |
| 16         | Defensa        | Alexander González  |     |
| 2          | Defensa        | Wilker Ángel        |     |
| 4          | Defensa        | Oswaldo Vizcarrondo |     |
| 20         | Defensa        | Rolf Feltscher      |     |
| 15         | Centrocampista | Alejandro Guerra    |     |
| 8          | Centrocampista | Tomás Rincón        | 85' |
| 5          | Centrocampista | Arquímedes Figuera  |     |
| 18         | Centrocampista | Luis Manuel Seijas  | 55' |
| 9          | Delantero      | Salomón Rondón      |     |
| 17         | Delantero      | Josef Martínez      | 80' |
| Entrenador | Entrenador     | Rafael Dudamel      |     |

| 22 | Centrocampista | Erik Lamela   | 67' |
| 22 | Delantero      | Sergio Agüero | 74' |
| 22 | Centrocampista | Lucas Biglia  | 80' |

| 22 | Centrocampista | Juanpi                | 55' |
| 22 | Centrocampista | Yonathan Del Valle    | 80' |
| 22 | Defensa        | José Manuel Velázquez | 85' |

| Amonestado | 27' | Nicolás Gaitán |  |

| Amonestado | 4'  | Luis Manuel Seijas |  |
| Amonestado | 52' | Wilker Ángel       |  |
| Amonestado | 63' | Arquímedes Figuera |  |
| Amonestado | 77' | Salomón Rondón     |  |

| Anotado | 8'  | Gonzalo Higuaín | 1-0 |
| Anotado | 28' | Gonzalo Higuaín | 2-0 |
| Anotado | 60' | Lionel Messi    | 3-0 |
| Anotado | 71' | Erik Lamela     | 4-1 |

| Anotado | 70' | Salomón Rondón | 3-1 |

| Árbitro                      | Roberto García    |
| Árbitros asistentes          | José Luis Camargo |
| Árbitros asistentes          | Alberto Morín     |
| Cuarto árbitro               | Ricardo Montero   |
| Árbitro asistente de reserva | Christian Ramírez |

| 1          | Guardameta     | Sergio Romero       |     |
| 16         | Defensa        | Gabriel Mercado     |     |
| 2          | Defensa        | Nicolás Otamendi    |     |
| 3          | Defensa        | Ramiro Funes Mori   |     |
| 19         | Defensa        | Marcos Rojo         |     |
| 5          | Centrocampista | Augusto Fernández   |     |
| 17         | Centrocampista | Javier Mascherano   |     |
| 20         | Centrocampista | Éver Banega         | 80' |
| 10         | Delantero      | Lionel Messi        |     |
| 11         | Delantero      | Gonzalo Higuaín 74' |     |
| 21         | Delantero      | Nicolás Gaitán      | 67' |
| Entrenador | Entrenador     | Gerardo Martino     |     |

| 12         | Guardameta     | Dani Hernández      |     |
| 16         | Defensa        | Alexander González  |     |
| 2          | Defensa        | Wilker Ángel        |     |
| 4          | Defensa        | Oswaldo Vizcarrondo |     |
| 20         | Defensa        | Rolf Feltscher      |     |
| 15         | Centrocampista | Alejandro Guerra    |     |
| 8          | Centrocampista | Tomás Rincón        | 85' |
| 5          | Centrocampista | Arquímedes Figuera  |     |
| 18         | Centrocampista | Luis Manuel Seijas  | 55' |
| 9          | Delantero      | Salomón Rondón      |     |
| 17         | Delantero      | Josef Martínez      | 80' |
| Entrenador | Entrenador     | Rafael Dudamel      |     |

| 22 | Centrocampista | Erik Lamela   | 67' |
| 22 | Delantero      | Sergio Agüero | 74' |
| 22 | Centrocampista | Lucas Biglia  | 80' |

| 22 | Centrocampista | Juanpi                | 55' |
| 22 | Centrocampista | Yonathan Del Valle    | 80' |
| 22 | Defensa        | José Manuel Velázquez | 85' |

| Amonestado | 27' | Nicolás Gaitán |  |

| Amonestado | 4'  | Luis Manuel Seijas |  |
| Amonestado | 52' | Wilker Ángel       |  |
| Amonestado | 63' | Arquímedes Figuera |  |
| Amonestado | 77' | Salomón Rondón     |  |

| Anotado | 8'  | Gonzalo Higuaín | 1-0 |
| Anotado | 28' | Gonzalo Higuaín | 2-0 |
| Anotado | 60' | Lionel Messi    | 3-0 |
| Anotado | 71' | Erik Lamela     | 4-1 |

| Anotado | 70' | Salomón Rondón | 3-1 |

| Árbitro                      | Roberto García    |
| Árbitros asistentes          | José Luis Camargo |
| Árbitros asistentes          | Alberto Morín     |
| Cuarto árbitro               | Ricardo Montero   |
| Árbitro asistente de reserva | Christian Ramírez |

|  |

| \| Estadísticas \| \| \| \| Tiros \| 12 \| 8 \| \| Tiros a puerta \| 3 \| 4 \| \| Faltas \| 9 \| 20 \| \| Saques de esquina \| 2 \| 7 \| \| Penalties \| 0 \| 1 \| \| Fueras de juego \| 2 \| 3 \| \| Posesión de balón \| 61% \| 39% \| |                      |                      |
| Estadísticas | Bandera de Argentina | Bandera de Venezuela |
| Tiros | 12                   | 8                    |
| Tiros a puerta | 3                    | 4                    |
| Faltas | 9                    | 20                   |
| Saques de esquina | 2                    | 7                    |
| Penalties | 0                    | 1                    |
| Fueras de juego | 2                    | 3                    |
| Posesión de balón | 61%                  | 39%                  |

## Estadísticas

### Clasificación general
Las tablas de rendimiento no reflejan la clasificación final de los equipos, sino que muestran el rendimiento de los mismos atendiendo a la ronda final alcanzada.
Si en la segunda fase algún partido se define mediante tiros de penal, el resultado final del juego se considera empate.
El rendimiento corresponde a la proporción de puntos obtenidos sobre el total de puntos disputados.
| Pos. | Selección      | Gr. | Pts. | PJ | PG | PE | PP | GF | GC | Dif | Rend. |
| ---- | -------------- | --- | ---- | -- | -- | -- | -- | -- | -- | --- | ----- |
| 1    | Chile          | D   | 13   | 6  | 4  | 1  | 1  | 16 | 5  | 11  | 72.2% |
| 2    | Argentina      | D   | 16   | 6  | 5  | 1  | 0  | 18 | 2  | 16  | 88.9% |
| 3    | Colombia       | A   | 10   | 6  | 3  | 1  | 2  | 7  | 6  | 1   | 55.6% |
| 4    | Estados Unidos | A   | 9    | 6  | 3  | 0  | 3  | 7  | 8  | -1  | 50%   |
| 5    | Perú           | B   | 8    | 4  | 2  | 2  | 0  | 4  | 2  | 2   | 66.7% |
| 6    | Venezuela      | C   | 7    | 4  | 2  | 1  | 1  | 4  | 5  | -1  | 58.3% |
| 7    | México         | C   | 7    | 4  | 2  | 1  | 1  | 6  | 9  | -3  | 58.3% |
| 8    | Ecuador        | B   | 5    | 4  | 1  | 2  | 1  | 7  | 4  | 3   | 41.7% |
| 9    | Brasil         | B   | 4    | 3  | 1  | 1  | 1  | 7  | 2  | 5   | 44.4% |
| 10   | Costa Rica     | A   | 4    | 3  | 1  | 1  | 1  | 3  | 6  | -3  | 44.4% |
| 11   | Uruguay        | C   | 3    | 3  | 1  | 0  | 2  | 4  | 4  | 0   | 33.3% |
| 12   | Panamá         | D   | 3    | 3  | 1  | 0  | 2  | 4  | 10 | -6  | 33.3% |
| 13   | Paraguay       | A   | 1    | 3  | 0  | 1  | 2  | 1  | 3  | -2  | 11.1% |
| 14   | Bolivia        | D   | 0    | 3  | 0  | 0  | 3  | 2  | 7  | -5  | 0%    |
| 15   | Jamaica        | C   | 0    | 3  | 0  | 0  | 3  | 0  | 6  | -6  | 0%    |
| 16   | Haití          | B   | 0    | 3  | 0  | 0  | 3  | 1  | 12 | -11 | 0%    |

| Jugador               | Goles | PJ |
| --------------------- | ----- | -- |
| Salomón Rondón        | 2     | 4  |
| José Manuel Velázquez | 1     | 1  |
| Josef Martínez        | 1     | 3  |

| Jugador          | Asistencias | PJ |
| ---------------- | ----------- | -- |
| Alejandro Guerra | 2           | 4  |
| Christian Santos | 1           | 1  |

## Nota
1. ↑  La Vinotinto es un sobrenombre con el que se le conoce a la selección venezolana.